# Municipio de Franklin (condado de Butler, Pensilvania)
El municipio de Franklin (en inglés: Franklin Township) es un municipio ubicado en el condado de Butler en el estado estadounidense de Pensilvania. En el año 2000 tenía una población de 2.292 habitantes y una densidad poblacional de 42.6 personas por km².

## Geografía
El municipio de Franklin se encuentra ubicado en las coordenadas 40°54′52″N 80°00′00″O / 40.91444, -80.00000.

## Demografía
Según la Oficina del Censo en 2000 los ingresos medios por hogar en la localidad eran de $47,337 y los ingresos medios por familia eran $51,603. Los hombres tenían unos ingresos medios de $36,458 frente a los $25,909 para las mujeres. La renta per cápita para la localidad era de $19,712. Alrededor del 6,1% de la población estaban por debajo del umbral de pobreza.